# Nephrotoma relicta
Nephrotoma relicta là một loài ruồi trong họ Ruồi hạc (Tipulidae). Chúng phân bố ở miền Cổ bắc.